# Njemačka doga
Njemačka doga (njem. Deutsche Dogge, eng. Great Dane) pasmina je domaćih pasa nastala u srednjem vijeku u Njemačkoj kao čuvar dvoraca. Poznata je po svojoj gigantskoj veličini. Krasila je mnoge dvorce u Njemačkoj i svaki je imao nekoliko njemačkih doga. 
Prije 100-tinjak godina nosila je razna imena: Bismarckova doga, danska doga, tigrasta, ulmska i engleska doga. Preteče današnjih njemačkih doga bili su psi koji su se borili s bikovima, lovački psi za lov na divlje svinje i medvjede. Spoj mastifa, engleskog goniča i irskog vučjeg hrta učinila je ovu pasminu snažnom, okretnom i brzom. Postoje razne vrste ovih doga koje su imale različita imena, ali je 1875. godine na sastanku u Berlinu sastavljenom od kinoloških sudaca i uzgajivača odlučeno da su razlike između pasmina nevažne i da potječu od istog pretka. Grupa pod zapovjedništvom dr. Boundisa također je donijela odluku da će se pasmine objediniti pod jednim imenom - njemačka doga. Pasmina je već stavljena na tržište 1880. pod imenom usvojenim na sastanku. Na izložbi u Berlinu predstavljen je i standard njemačke doge.
Rekorder za najvišeg psa svih vremena bio je mužjak njemačke doge po imenu Zeus (uginuo u rujnu 2014.; star 5 godina), čija je visina od šape do ramena iznosila 111,8 cm. Najviši živući pas još je jedna njemačka doga po imenu Freddie, visoka 103,5 cm.

## Galerija
- Njemačka doga i čiuvava
- Njemačka doga
- Njemačka doga u igri
- Njemačke doge i konj